# Arcidiecéze lvovská
Latinská arcidiecéze lvovská (latinsky Archidioecesis Leopolitana Latinorum, ukrajinsky Львівська Архідієцезія Римсько-Католицької Церкви в Україні) je římskokatolická metropolitní arcidiecéze na území západní Ukrajiny se sídlem ve Lvově a katedrálou Nanebevzetí Panny Marie ve Lvově. Byla založena v roce 1361 jako diecéze v Halyči, jejíž sídlo bylo v roce 1412 přeneseno do Lvova.